# Cipriano Segundo Montesino
Cipriano Segundo Montésino, né en 1817 à Valencia de Alcántara et mort en 1901 à Madrid, est un ingénieur espagnol.

## Biographie
Il fait ses études à l'université de Londres et les termine à l'École centrale Paris (Promotion 1837). Il rentre en Espagne où il commence une carrière politique et épouse une nièce du général Espartero. En 1854, il est député et directeur général des travaux publics. À ce titre, il est membre de la commission d'études qui planche sur la loi générale des chemins de fer de 1855. De 1862 à 1868, il est directeur de la Compañía del Ferrocarril de Tudela a Bilbao. En 1869, il est choisi comme directeur de la puissante Compañia de los ferrocarriles de Madrid a Zaragoza y Alicante.